# Meow/Cheeky Icy Thang (japoński singel StayC)
MEOW/Cheeky Icy Thang-Japanese Ver.- – czwarty japoński singel południowokoreańskiej grupy STAYC, który został wydany 21 sierpnia 2024 roku na CD.
Wydanie fizyczne singla jest dostępne w ośmiu wersjach: zwykłej, limitowanej i sześciu wersjach poszczególnych członkiń.

## Historia wydania
11 lipca 2024 ogłoszono, że STAYC wyda swój czwarty japoński singel „MEOW/Cheeky Icy Thang-Japanese Ver.-” 21 sierpnia. Pierwszy zwiastun singla pojawił się 26 lipca. Natomiast 20 sierpnia został opublikowany jego finałowy teaser. Następnie opublikowany został teledysk do tytułowego utworu „MEOW”.

## Kompozycja
Pierwszy utwór, „MEOW”, to nowa piosenka wyprodukowana w całości przez duet  Black Eyed Pilseung. Drugi utwór, „Cheeky Icy Thang-Japanese Ver.-”, to japońska wersja comebacku wydanego w Korei 1 lipca. Ponadto tylko podstawowe wydanie zawiera wersję remiksu „MEOW” autorstwa „Shlomi”, światowej sławy DJ-a i nr 1 na liście Billboard w kategorii electro.

## Lista utworów
| CD | CD                                | CD      |
| Nr | Tytuł utworu                      | Długość |
| -- | --------------------------------- | ------- |
| 1. | „MEOW”                            | 2:13    |
| 2. | „Cheeky Icy Thang-Japanese Ver.-” | 2:30    |
| 3. | „MEOW (Shlomi Remix)”             | 3:49    |